# فيراري روما
فيراري روما هي سيارة سياحية رياضية من إنتاج شركة فيراري الإيطالية، تم الكشف عنها في 13 نوفمبر 2019.